# Regionalizacja fizycznogeograficzna Słowacji

## Uniwersalna dziesiętna regionalizacja fizycznogeograficzna Słowacji
Zgodnie z uniwersalną dziesiętną regionalizacją fizycznogeograficzną Europy według FID terytorium dzisiejszej Słowacji w całości leży w Regionie Karpackim, należącym do pasa młodych gór fałdowych Europy Zachodniej. Dwie trzecie terytorium państwa zajmują właściwe Karpaty, pozostała część przypada na Kotlinę Panońską. 

### 51Karpaty Zachodnie

#### 513Zewnętrzne Karpaty Zachodnie
513.4 Karpaty Słowacko-Morawskie (Slovensko-moravské Karpaty) 
513.4* Pogórze Myjawskie (Myjavská pahorkatina)
513.411 Białe Karpaty (Biele Karpaty)
513.412 Jaworniki (Javorníký)
513.44 Beskid Morawsko-Śląski (Moravsko-sliezske Beskydy)
513.45 Beskid Śląski (cz. Slezské Beskydy)
513.5 Beskidy Zachodnie
513.51 Beskid Żywiecki
513.511 Beskid Orawsko-Żywiecki (Oravské Beskydy i Kisucké Beskydy)
513.512 Pasmo Babiogórskie
513.513 Działy Orawskie
513.514 Pasmo Orawsko-Podhalańskie
513.54 Beskid Sądecki
513.55 Góry Czerchowskie (Čergov)
513.56 Góry Kisuckie (Kisucká vrchovina)
513.57 Magura Orawska (Oravská Magura)
513.7 Beskidy Środkowe (Podsústava Nizkých Beskyd)
513.71 Beskid Niski (Nízke Beskydy)
513.72 Pogórze Ondawskie (Ondavská vrchovina)

#### 514Centralne Karpaty Zachodnie
514.1 Obniżenie Orawsko-Podhalańskie
514.11 Kotlina Orawsko-Nowotarska
514.12 Pieniny
514.13 Pogórze Spisko-Gubałowskie
514.14 Rów Podtatrzański
514.2 Małe Karpaty
514.3 Dolina Środkowego Wagu
514.31 Kotlina Trenczyńska (Trenčianská kotlina)
514.32 Kotlina Ilawska (Ilavská kotlina)
514.33 Kotlina Wielkiej Bytczy (Bytčianská kotlina)
514.34 Kotlina Żylińska (Žilinská kotlina)
514.4 Łańcuch Małofatrzański
514.41 Góry Inowieckie (Považský Inovec)
514.42 Góry Strażowskie (Strážovské vrchy)
514.43 Mała Fatra (Malá Fatra)
514.5 Łańcuch Tatrzański
514.51 Góry Choczańskie (Chočské vrchy)
514.52 Tatry Zachodnie (Západné Tatry)
514.53 Tatry Wschodnie (Východné Tatry)
514.6 Obniżenie Nitrzańsko-Turczańskie
514.61 Kotlina Środkowonitrzańska (Střednonitrianská kotlina)
514.62 Kotlina Górnonitrzańska (Hornonitrianská kotlina)
514.63 Żar (Žiar)
514.64 Kotlina Turczańska (Turčianska kotlina)
514.7 Obniżenie Liptowsko-Spiskie
514.71 Kotlina Liptowska (Liptovská kotlina)
514.72 Kotlina Popradzka (Popradská kotlina)
514.73 Kotlina Hornadzka (Hornádska kotlina)
514.74 Góry Lewockie (Levočské vrchy)
514.8 Łańcuch Wielkofatrzański
514.81 Trybecz (Tríbeč)
514.82 Ptacznik (Vtáčnik)
514.83 Hroński Inowiec (Pohronský Inovec)
514.84 Góry Kremnickie (Kremnické vrchy)
514.85 Wielka Fatra (Veľká Fatra)
514.9 Łańcuch Niżnotatrzański
514.91 Niżne Tatry (Nízke Tatry)

#### 515-516Wewnętrzne Karpaty Zachodnie
515.1 Bruzda Hronu
515.11 Kotlina Helpiańska (Heľpianské podolie)
515.12 Kotlina Brezneńska (Breznianská kotlina)
515.13 Kotlina Lopejska (Lopejska kotlina)
515.14 Kotlina Bańskobystrzycka (Banskobystrická kotlina)
515.15 Kotlina Zwoleńska (Zvolenská kotlina)
515.16 Przełom Dubrawski
515.17 Kotlina Żarska (Žiarská kotlina)
515.18 ostatni karpacki odcinek doliny Hronu (brak nazwy w „Karpatach” J. Kondrackiego)
515.2 Łańcuch Rudaw Słowackich
515.21 Góry Szczawnickie (Štiavnické vrchy)
515.22 Jaworie (Javorie)
515.23 Polana (Poľana)
515.24 Góry Bystrzyckie (Bystricka vrchovina)
515.25 Rudawy Weporskie (Veporské  rudohorie)
515.26 Rudawy Gemerskie (Gemerské rudohorie)
515.27 Góry Straceńskie (Slovenský raj)
515.28 Rudawy Spiskie (Volovské vrchy)
515.29 Branisko i Bachureń
515.29* Branisko (Branisko)
515.29* Bachureń (Bachureň)
516.1 Kotlina Południowosłowacka (Juhoslovenská kotlina)
516.11 Pogórze Krupińskie (Krupinská planina)
516.12 Kotlina Ipelska (Ipeľská kotlina)
516.13 Kotlina Łuczeńska (Lučenecká kotlina)
516.14 Kotlina Rimawska (Rimavská kotlina)
516.2 Kras Słowacko-Węgierski (Slovenský kras)
516.4 Kotlina Koszycka (Košická kotlina)

#### 517Góry Północnowęgierskie
517.1 Góry Tokajsko-Slańskie (Slanské vrchy)
517.4 Czerhat (Cerová vrchovina)

### 52Karpaty Wschodnie

#### 522Zewnętrzne Karpaty Wschodnie
522.1 Beskidy Lesiste
522.12 Bieszczady Zachodnie

#### 523Wewnętrzne Karpaty Wschodnie
523.5 Pasmo Wyhorlacko-Gutyjskie (Vihorlatsko-gutínska oblasť) 
523.51 Wyhorlat (Vihorlatské vrchy)

### 55Kotlina Panońska(Panónska panva)

#### 551Kotlina Zachodniopanońska
551.1 Kotlina Wiedeńska
551.3 Mała Nizina Węgierska

#### 554-555Wielka Nizina Węgierska
554.9 Nizina Zakarpacka

## Regionalizacja fizycznogeograficzna Słowacji według geografii słowackiej

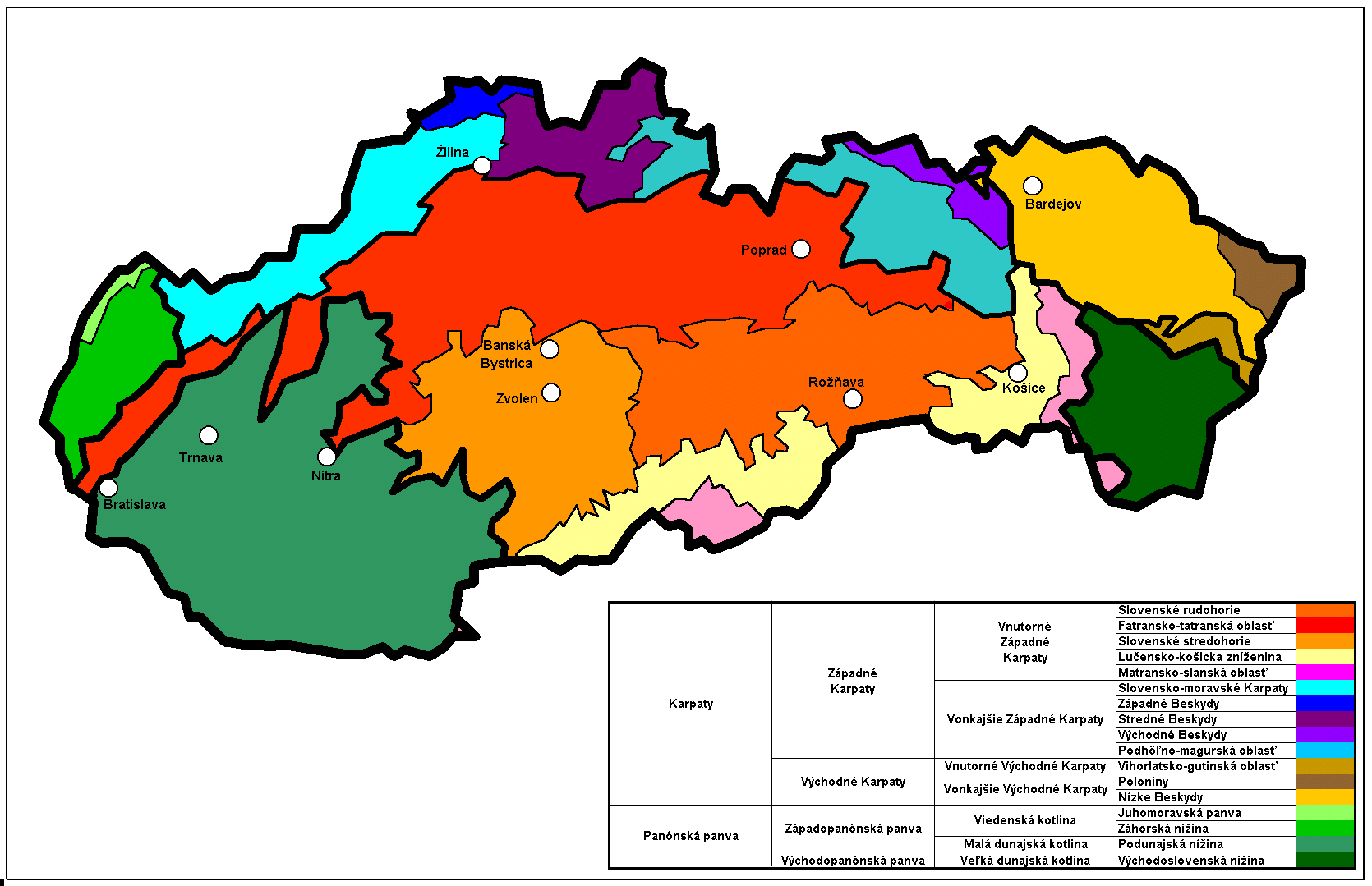

Geografia słowacka zalicza całą Słowację do systemu alpejsko-himalajskiego (Alpsko-himalájska sústava). System ten dzieli się na podsystemy (podsústava), prowincje (provincia), podprowincje (subprovincia) i regiony (oblasť). Regionalizacja słowacka jest partykularna – nie jest powiązana z uniwersalną regionalizacją dziesiętną ani nie uwzględnia regionalizacji stosowanej w państwach ościennych, mimo że granice państwowe dzielą wiele jednostek fizycznogeograficznych. Mimo tego zarówno nazwy, jak i obszary wielu jednostek pokrywają się z przyjętymi w regionalizacji dziesiętnej. Największą różnicą jest przesunięcie granicy Karpat Zachodnich i Wschodnich na zachód – z linii Przełęczy Łupkowskiej i doliny Osławy na linię Przełęczy Tylickiej, Gór Czerchowskich, Gór Slańskich i Wyhorlatu. 
Oznaczenia cyfrowe nie są używane. W poniższej liście zostały dodane tylko dla przejrzystości. 

### 1. PodsystemKarpaty–podsústava Karpaty

#### 1.1. ProwincjaKarpaty Zachodnie–provincia Západné Karpaty
:1.1.1. Podprowincja Wewnętrzne Karpaty Zachodnie – subprovincia Vnútorné Západné Karpaty 
1.1.1.1. Region Rudawy Słowackie – oblasť Slovenské rudohorie
1.1.1.1.1. Veporské vrchy – Rudawy Weporskie
1.1.1.1.2. Spišsko-gemerský kras
1.1.1.1.3. Stolické vrchy  – Góry Stolickie
1.1.1.1.4. Revúcka vrchovina – Pogórze Rewuckie
1.1.1.1.5. Slovenský kras – Kras Słowacko-Węgierski
1.1.1.1.6. Volovské vrchy – Rudawy Spiskie
1.1.1.1.7. Čierna hora
1.1.1.1.8. Rožňavská kotlina – Kotlina Rożniawska
1.1.1.2. Region fatrzańsko-tatrzański – Fatransko-tatranská oblasť
1.1.1.2.1. Malé Karpaty – Małe Karpaty
1.1.1.2.2. Považský Inovec – Góry Inowieckie
1.1.1.2.3. Tribeč – Trybecz
1.1.1.2.4. Strážovské vrchy – Góry Strażowskie
1.1.1.2.5. Žiar – Żar
1.1.1.2.6. Malá Fatra – Mała Fatra
1.1.1.2.7. Veľká Fatra – Wielka Fatra
1.1.1.2.8. Súľovské vrchy
1.1.1.2.9. Starohorské vrchy – Starohorskie Wierchy
1.1.1.2.10. Chočské vrchy – Góry Choczańskie
1.1.1.2.11. Tatry
1.1.1.2.12. Nízke Tatry – Niżne Tatry
1.1.1.2.13. Kozie chrbty – Kozie Grzbiety
1.1.1.2.14. Branisko – Branisko
1.1.1.2.15. Žilinská kotlina – Kotlina Żylińska
1.1.1.2.16. Hornonitrianska kotlina – Kotlina Górnonitrzańska
1.1.1.2.17. Turčianska kotlina – Kotlina Turczańska
1.1.1.2.18. Podtatranská kotlina – Kotlina Podtatrzańska
1.1.1.2.19. Hornádska kotlina – Kotlina Hornadzka
1.1.1.2.20. Horehronské podolie
1.1.1.3. Region „Średniogórze Słowackie” – oblasť Slovenské stredohorie
1.1.1.3.1. Vtáčnik – Ptacznik
1.1.1.3.2. Pohronský Inovec – Hroński Inowiec
1.1.1.3.3. Štiavnické vrchy – Góry Szczawnickie
1.1.1.3.4. Kremnické vrchy – Góry Kremnickie
1.1.1.3.5. Poľana – Polana
1.1.1.3.6. Ostrôžky
1.1.1.3.7. Javorie – Jaworie
1.1.1.3.8. Krupinská planina – Pogórze Krupińskie
1.1.1.3.9. Zvolenská kotlina – Kotlina Zwoleńska
1.1.1.3.10. Pliešovská kotlina
1.1.1.3.11. Žiarska kotlina – Kotlina Żarska
1.1.1.4. Region „Obniżenia luczeńsko-koszyckie” – oblasť Lučensko-košická zníženina
1.1.1.4.1. Bodvianska pahorkatina
1.1.1.4.2. Juhoslovenská kotlina – Kotlina Południowosłowacka
1.1.1.4.3. Košická kotlina – Kotlina Koszycka
1.1.1.5. Region matrańsko-slański – Matransko-slanská oblasť
1.1.1.5.1. Burda
1.1.1.5.2. Cerová vrchovina – Czerhat
1.1.1.5.3. Slanské vrchy – Góry Tokajsko-Slańskie
1.1.1.5.4. Zemplínske vrchy – Wzgórza Zemplińskie
:1.1.2. Podprowincja Wewnętrzne Karpaty Zachodnie – subprovincia Vonkajšie Západné Karpaty
1.1.2.1. Region Karpaty Słowacko-Morawskie – oblasť Slovensko-moravské Karpaty
1.1.2.1.1. Biele Karpaty – Białe Karpaty
1.1.2.1.2. Javorníky – Jaworniki
1.1.2.1.3. Myjavská pahorkatina – Pogórze Myjawskie
1.1.2.1.4. Považské podolie
1.1.2.2. Region Beskidy Zachodnie – oblasť Západné Beskydy
1.1.2.2.1. Moravsko-sliezske Beskydy – Beskid Morawsko-Śląski
1.1.2.2.2. Turzovská vrchovina
1.1.2.2.3. Jablunkovské medzihorie
1.1.2.3. Region Beskidy Środkowe – oblasť Stredné Beskydy
1.1.2.3.1. Kysucké Beskydy – Beskid Orawsko-Żywiecki
1.1.2.3.2. Kysucká vrchovina – Góry Kisuckie
1.1.2.3.3. Oravské Beskydy – Beskid Orawsko-Żywiecki
1.1.2.3.4. Podbeskydská brázda
1.1.2.3.5. Podbeskydská vrchovina
1.1.2.3.6. Oravská Magura – Magura Orawska
1.1.2.3.7. Oravská vrchovina
1.1.2.4. Region Beskidy Wschodnie – oblasť Východné Beskydy
1.1.2.4.1. Pieniny
1.1.2.4.2. Ľubovnianska vrchovina
1.1.2.4.3. Čergov – Góry Czerchowskie
1.1.2.5. Region podhalańsko-magurski – Podhôľno-magurská oblasť
1.1.2.5.1. Skorušinské vrchy
1.1.2.5.2. Podtatranská brázda – Rów Podtatrzański
1.1.2.5.3. Spišská Magura
1.1.2.5.4. Levočské vrchy – Góry Lewockie
1.1.2.5.5. Bachureň – Bachureń
1.1.2.5.6. Spišsko-šarišské medzihorie
1.1.2.5.7. Šarišská vrchovina
1.1.2.5.8. Oravská kotlina

#### 1.2. ProwincjaKarpaty Wschodnie–provincia Východné Karpaty
:1.2.1. Podprowincja Wewnętrzne Karpaty Wschodnie – subprovincia Vnútorné Východné Karpaty 
1.2.1.1. Region wyhorlacko-gutyński – Vihorlatsko-gutínska oblasť
1.2.1.1.1. Vihorlatské vrchy – Wyhorlat
:1.2.2. Podprowincja Zewnętrzne Karpaty Wschodnie – subprovincia Vonkajšie Východné Karpaty 
1.2.2.1. Region „Połoniny” – oblasť Poloniny
1.2.2.1.1. Bukovské vrchy – Bieszczady
1.2.2.2. Region „Beskidy Niskie” – oblasť Nízke Beskydy
1.2.2.2.1. Busov – Busov
1.2.2.2.2. Ondavská vrchovina – Pogórze Ondawskie
1.2.2.2.3. Laborecká vrchovina
1.2.2.2.4. Beskydské predhorie

### 2. PodsystemKotlina Panońska–podsústava Panónska panva

#### 2.1. ProwincjaKotlina Zachodniopanońska–provincia Západopanónska panva
:2.1.2. Podprowincja Kotlina Wiedeńska – subprovincia Viedenská kotlina
2.1.2.1. Region Nizina Zahorska – oblasť Záhorská nížina
2.1.2.1.1. Borská nížina
2.1.2.1.2. Chvojnická pahorkatina
2.1.2.2. Region „Kotlina Południowomorawska” – oblasť Juhomoravská panva
2.1.2.2.1. Dolnomoravský úval
:2.1.3. Podprowincja Mała Nizina Węgierska – subprovincia Malá dunajská kotlina
2.1.3.1. Region Nizina Naddunajska – oblast Podunajská nížina
2.1.3.1.1. Podunajská pahorkatina
2.1.3.1.2. Podunajská rovina

#### 2.2. Prowincja „Kotlina Wschodniopanońska” –provincia Východopanónska panva
:2.2.1. Podprowincja Wielka Nizina Węgierska – subprovincia Veľká dunajská kotlina 
2.2.1.1. Region Nizina Wschodniosłowacka – oblasť Východoslovenská nížina
2.2.1.1.1. Východoslovenská pahorkatina
2.2.1.1.2. Východoslovenská rovina